# Parti progressiste (Belgique)
Le parti progressiste belge est un ancien parti politique belge.

## Histoire
Le parti progressiste est fondé en 1887 à la suite de la radicalisation de la branche progressiste du Parti libéral belge.
Plus tard, en 1900, celui-ci opérera pour une réunification avec son parti original.